# Automobiles Mors

Mors 6HP Dogcart z roku 1898

Mors 10HP Tonneau z roku 1901

Mors 16HP Limousine z roku 1902

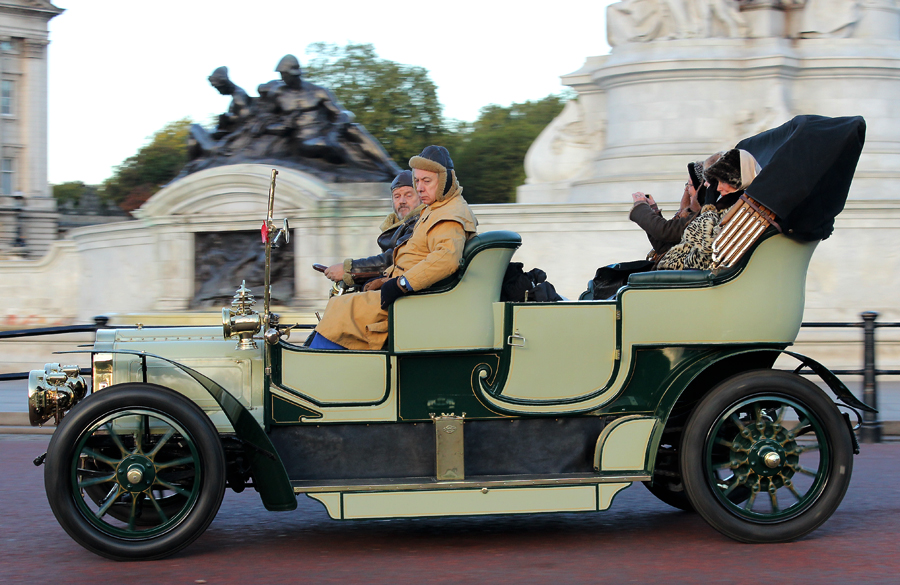
Mors 32 HP Roi-des-Belges z roku 1904

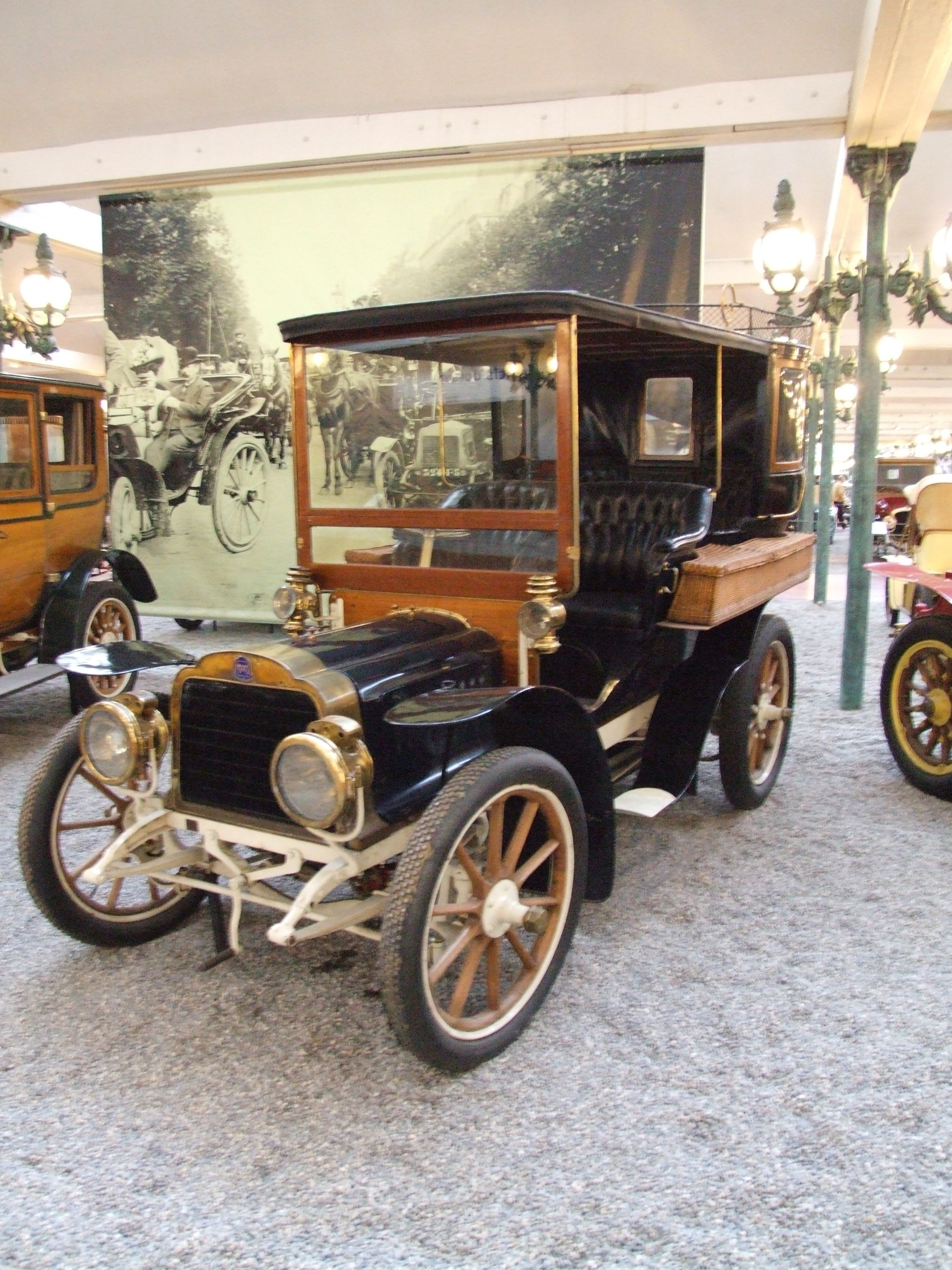
Mors Tonneau Ferme Typ N, čtyřválec, 1809 cm³, 60 km/h, Cité de l’Automobile – Musée National – Collection Schlumpf, Mulhouse

Automobiles Mors byl v období let 1895 až 1925 francouzský výrobce osobních a závodních automobilů. Její vozy dosahovaly na přelomu 19. a 20. století velkých úspěchů. V této době byly automobilové závody téměř výlučně soubojem vozů Mors a Panhard. Společnost s názvem La Société d'électricité et d'automobiles Mors založili v roce 1895 v Paříži bratři Émile a Louis Morsovi.

## Historie
Emile Mors se vozem vlastní konstrukce poprvé účastnil silničního závodu Marseille-La Turbie v roce 1897. V roce 1886 se hlavním konstruktérem společnosti stal Henri Brasier. Firma jako jedna z prvních používala motory s uspořádáním válců do V.
Belgičan Camille Jenatzy začal svou kariéru závodníka také s vozy Mors, v závodech sezony Tour de France 1899 byl celkově sedmý.
V roce 1898 přešel do týmu Mors Alfred Velghe. Ve 1347 kilometrů dlouhém etapovém závodě Paříž–Toulouse–Paříž, pořádaném jako součást Grand Prix Francie 1900 zvítězil před konkurenty na vozech Panhard. Další důležitá vítězství pro značku přinesl Henri Fournier v závodech Grand Prix Paříž-Bordeaux a Paříž-Berlín v roce 1901 a Fernand Gabriel na trati Paříž-Madrid o dva roky později. Další jezdec továrního týmu, Jacques Salleron, dojel na třetím místě.
Mors 60 HP pro Grand Prix byl poháněn čtyřválcem do V o objemu 10 litrů a rozvodem SV, zapalování obstarávalo magneto. Vůz měl ocelový rám, čtyřstupňovou převodovku a řetězem poháněnou zadní nápravu. V roce 1902 dostaly vozy Mors tlumiče, což bylo vzhledem k tehdejší „kvalitě“ povrchu vozovek velkou výhodou.
Automobil Mors Z řízený Williamem K. Vanderbiltem se 5. srpna 1902 stal prvním vozem osazeným spalovacím motorem, který překonal silniční rychlostní rekord vytvořený elektromobily nebo parními vozy.
Charles Rolls, který byl ve Velké Británii prodejcem francouzských automobilů, se v roce 1903 stal nakrátko držitelem světového rychlostního rekordu, v dublinském Phoenix Parku jel rychlostí 93 mil za hodinu (150 km/h).
Po roce 1906 nastal postupný pokles úspěšnosti týmu Mors, zklamáním byl i neúspěch nového vozu s motorem o objemu 12,8 litru v sezóně 1908, kdy také společnost účast v závodech zastavila. O několik let později plánovaný návrat zmařil začátek první světové války.
V roce 1908 se také ředitelem a předsedou správní rady stal André Citroën.
Důvodem mělo být zvýšení produkce, což se také podařilo, hned v následujícím roce stoupla produkce z 200 na 2000 vozů ročně. Od roku 1913 byly všechny automobily značky osazovány bezventilovými motory se šoupátkovým rozvodem systému Knight belgické firmy Minerva. V tomto roce André Citroën odešel a pracoval už jen pro svou firmu Citroën, která část firmy Mors vyrábějící automobily pohltila v roce 1919. O šest let později André Citroën veškeré aktivity Mors zastavil a závod vyráběl už jen vozy značky Citroën. Poslední automobily se značkou Mors se tak na trhu objevily ještě v roce 1926.

## Osobní automobily
- 4CV: první model Mors a první vůz s motorem V4, vyráběn v letech 1896-1899
- 16CV
- 10CV: vůz s řadovým čtyřválcem o objemu 1692 cm³, od roku s objemem 1809 cm³
- Type RX: čtyřválcový motor s objemem 2,1 litru a výkonem 12 CV vyráběný do roku 1913
- SSS: (Sans soupape sport), motor bez ventilů se šoupátkovým rozvodem systému Knight, vyráběn do začátku první světové války, jen v roce 1914 vyrobeno 1200 vozů[5]
- 12/16 CV: představen v roce 1923, čtyřválec s objemem 1978 cm³ a výkonem 31 CV při 2400 ot/min.

## Mors v USA
Společnost Central Automobile Company, výrobce automobilů v New Yorku používala pro své vozy značku Mors.
St. Louis Car Company vyráběla vozy American Mors.

### Externí odkazy

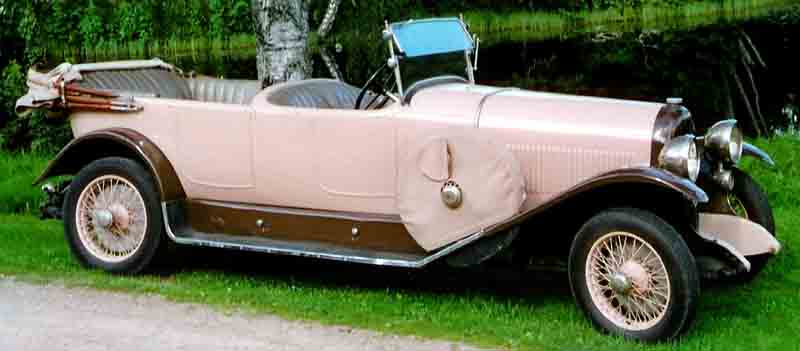
Mors 12/16 CV (1925)